# Kfz-Kennzeichen (Mongolei)

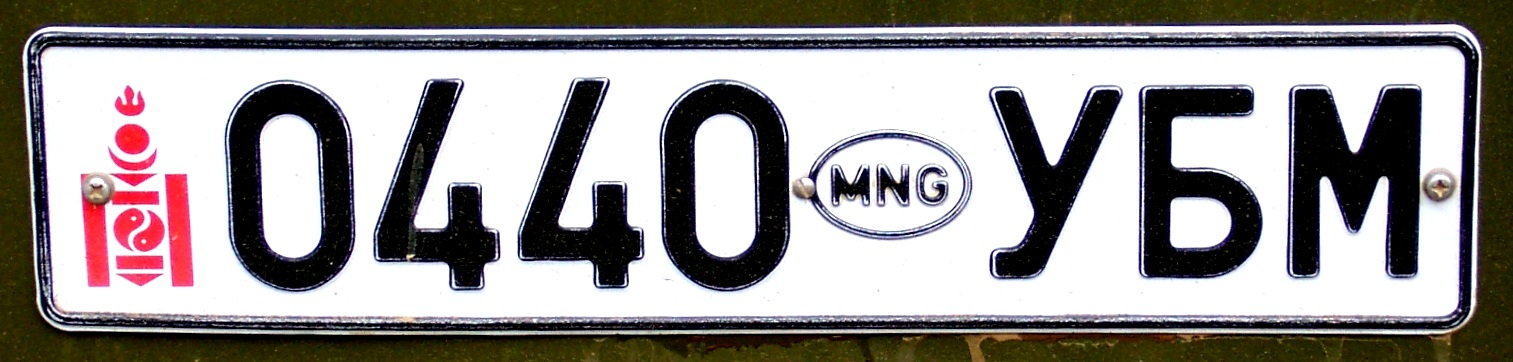
Kfz-Kennzeichen aus der Mongolei (УБ = Ulaanbaatar)

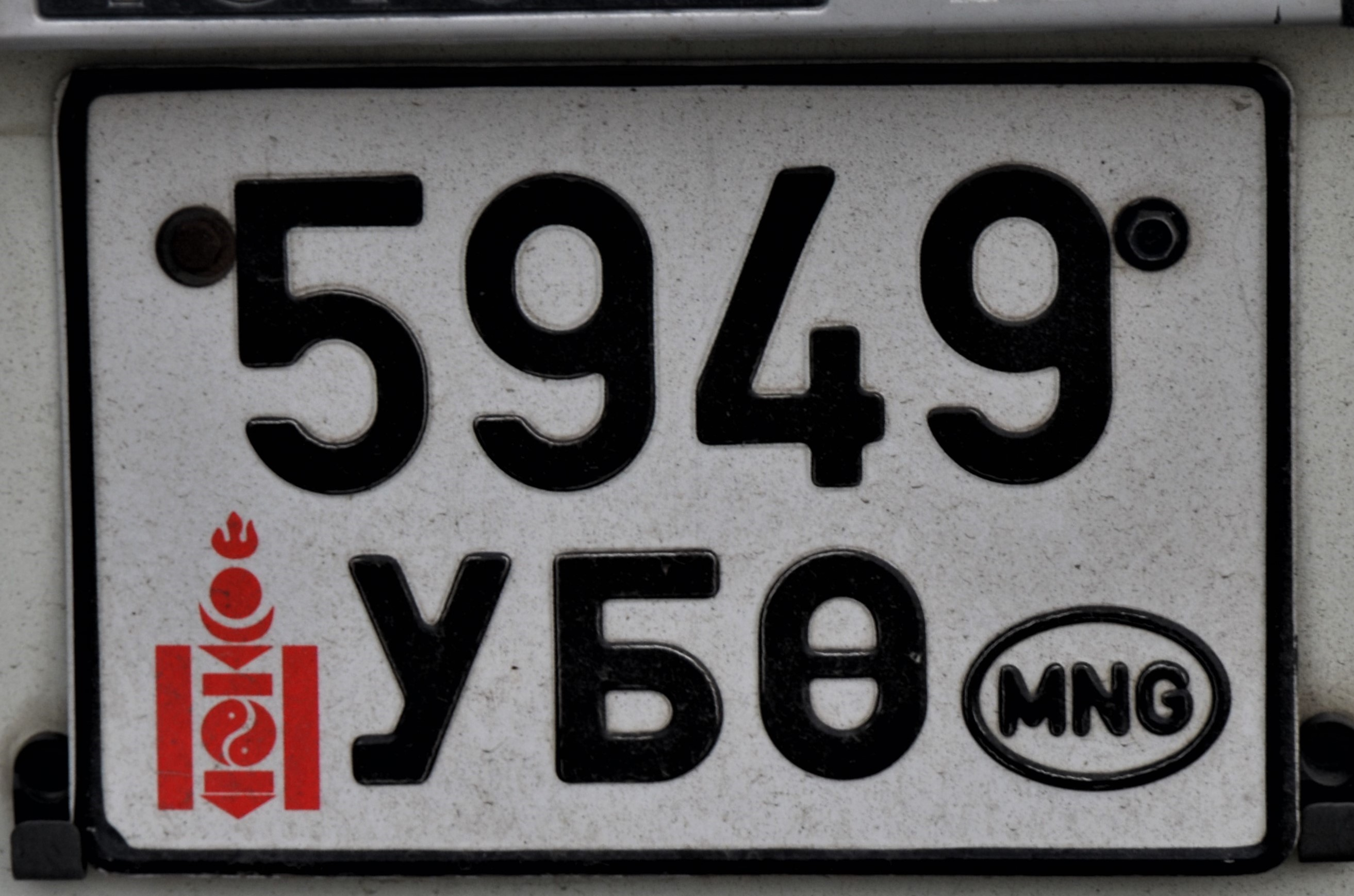
Zweizeiliges Kfz-Kennzeichen

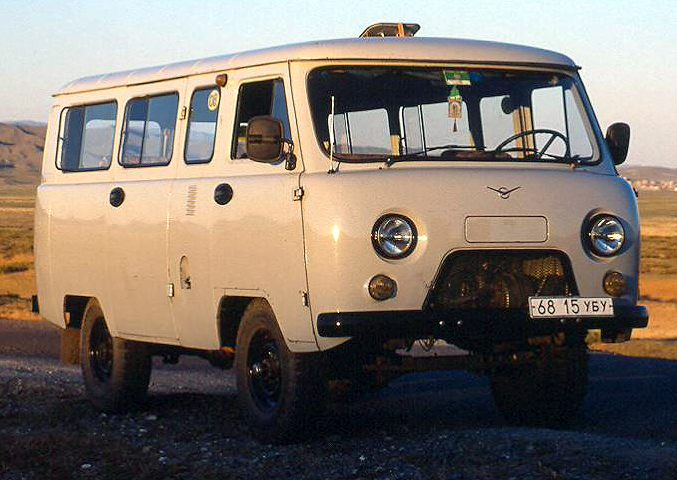
UAZ-452 mit älterem Kennzeichen

Mongolische Kfz-Kennzeichen besitzen in der Regel schwarze Schrift auf weißem Hintergrund. Die Schilder sind ein- oder zweizeilig, wobei Einzeiler das auch in Europa übliche Maß von 520 × 110 mm besitzen. Nummernschilder aus der Mongolei bestehen aus vier Ziffern und drei kyrillischen Buchstaben, wobei die ersten beiden Buchstaben die nähere Herkunft angeben. Neuere Schilder zeigen darüber hinaus am linken Rand das Sojombo-Symbol in roter Farbe sowie zwischen Ziffern und Buchstaben die Länderkennung MNG (früher MGL) in einem Oval. Bei älteren Schildern fehlt diese Symbolik. Diplomatenkennzeichen besitzen einen roten Hintergrund. Sie zeigen in weißer Schrift die Buchstaben ДК sowie zweimal zwei Ziffern.
Herkunftskodes:
| Code               | Aimag bzw. Stadt   |
| ------------------ | ------------------ |
| АР                 | Archangai          |
| БН                 | Bajanchongor       |
| БӨ                 | Bajan-Ölgii        |
| БУ                 | Bulgan             |
| ЧО                 | Stadt Tschoibalsan |
| ДА                 | Stadt Darchan      |
| ДO                 | Dornod             |
| ДГ                 | Dorno-Gobi         |
| ЗА                 | Dsawchan           |
| ДУ                 | Dund-Gobi          |
| ЭТ                 | Stadt Erdenet      |
| ГО                 | Gobi-Altai         |
| ХЭ                 | Chentii            |
| ХО                 | Chowd              |
| ХӨ                 | Chöwsgöl           |
| НА                 | Nalaich            |
| ӨМ                 | Ömnö-Gobi          |
| ӨВ                 | Öwörchangai        |
| СЭ                 | Selenge            |
| СУ                 | Süchbaatar         |
| СБ                 | Stadt Süchbaatar   |
| ТӨ                 | Töw                |
| УБ, УA, УH, УЕ, УК | Stadt Ulaanbaatar  |
| УВ                 | Uws                |